# Toschia casta
Toschia casta là một loài nhện trong họ Linyphiidae.
Loài này thuộc chi Toschia. Toschia casta được miêu tả năm 1986 bởi Rudy Jocqué & Scharff.